# Depú
Laurindo Dilson Maria Aurélio (nacido el 8 de enero de 2000), comúnmente conocido como Depú, es un futbolista angoleño que juega como delantero en el Vojvodina de la Superliga de Serbia, cedido por el club portugués Gil Vicente.

## Trayectoria
El 31 de enero de 2023, Depú firmó un contrato de 3 años y medio con Gil Vicente en Portugal.
El 11 de septiembre de 2024, Depú firmó un contrato de préstamo por un año con el club Vojvodina de la SuperLiga serbia.

## Estadísticas
| Club                | Temporada | Liga                | Liga     | Liga  | Copa     | Copa  | Continental | Continental | Otro     | Otro  | Total    | Total |
| Club                | Temporada | División            | Partidos | Goles | Partidos | Goles | Partidos    | Goles       | Partidos | Goles | Partidos | Goles |
| ------------------- | --------- | ------------------- | -------- | ----- | -------- | ----- | ----------- | ----------- | -------- | ----- | -------- | ----- |
| Académica do Lobito | 2019–20   | Girabola            | 11       | 1     | 3        | 0     | –           | –           | –        | –     | 14       | 1     |
| Recreativo da Caála | 2020–21   | Girabola            | 25       | 10    | 1        | 1     | –           | –           | –        | –     | 26       | 11    |
| Sagrada Esperança   | 2021–22   | Girabola            | 12       | 15    | 0        | 0     | 6           | 0           | –        | –     | 18       | 15    |
| Gil Vicente         | 2022–23   | Primeira Liga       | 5        | 0     | –        | –     | –           | –           | –        | –     | 5        | 0     |
| Gil Vicente         | 2023–24   | Primeira Liga       | 16       | 3     | 0        | 0     | –           | –           | 0        | 0     | 16       | 3     |
| Gil Vicente         | 2024–25   | Primeira Liga       | 3        | 0     | –        | –     | –           | –           | –        | –     | 3        | 0     |
| Gil Vicente         | Total     | Total               | 24       | 3     | 0        | 0     | –           | –           | 0        | 0     | 24       | 3     |
| Vojvodina (cedido)  | 2024–25   | Superliga de Serbia | 21       | 0     | 4        | 1     | –           | –           | –        | –     | 25       | 1     |
| Total               | Total     | Total               | 93       | 29    | 8        | 2     | 6           | 0           | 0        | 0     | 107      | 31    |

Notes

### Internacional
Partidos jugados 13 de junio de 2025.
| Selección | Año   | Partidos | Goles |
| --------- | ----- | -------- | ----- |
| Angola    | 2021  | 1        | 0     |
| Angola    | 2023  | 2        | 2     |
| Angola    | 2024  | 10       | 5     |
| Angola    | 2025  | 3        | 6     |
| Total     | Total | 16       | 13    |

Goles internacionales con Angola
| N.º | Fecha               | Sede                                                 | Rival      | Goles | Resultado | Competición                             |
| --- | ------------------- | ---------------------------------------------------- | ---------- | ----- | --------- | --------------------------------------- |
| 1   | 16 de enero de 2023 | Estadio Miloud Hadefi, Oran, Argelia                 | Malí       |       | 3–3       | Campeonato Africano de Naciones de 2022 |
| 2   | 16 de enero de 2023 | Estadio Miloud Hadefi, Oran, Argelia                 | Malí       |       | 3–3       | Campeonato Africano de Naciones de 2022 |
| 3   | 1 de julio de 2024  | Estadio Wolfson, Gqeberha, Sudáfrica                 | Seychelles |       | 3–2       | Copa COSAFA 2024                        |
| 4   | 1 de julio de 2024  | Estadio Wolfson, Gqeberha, Sudáfrica                 | Seychelles |       | 3–2       | Copa COSAFA 2024                        |
| 5   | 3 de julio de 2024  | Nelson Mandela Bay Stadium, Gqeberha, Sudáfrica      | Lesoto     |       | 3–1       | Copa COSAFA 2024                        |
| 6   | 5 de julio de 2024  | Nelson Mandela Bay Stadium, Gqeberha, Sudáfrica      | Comoras    |       | 2–1       | Copa COSAFA 2024                        |
| 7   | 7 de julio de 2024  | Nelson Mandela Bay Stadium, Gqeberha, Sudáfrica      | Namibia    |       | 5–0       | Copa COSAFA 2024                        |
| 8   | 5 de junio de 2025  | Free State Stadium, Bloemfontein, Sudáfrica          | Namibia    |       | 1–1       | Copa COSAFA 2025                        |
| 9   | 8 de junio de 2025  | Dr. Petrus Molemela Stadium, Bloemfontein, Sudáfrica | Lesoto     |       | 4–0       | Copa COSAFA 2025                        |
| 10  | 8 de junio de 2025  | Dr. Petrus Molemela Stadium, Bloemfontein, Sudáfrica | Lesoto     |       | 4–0       | Copa COSAFA 2025                        |
| 11  | 8 de junio de 2025  | Dr. Petrus Molemela Stadium, Bloemfontein, Sudáfrica | Lesoto     |       | 4–0       | Copa COSAFA 2025                        |
| 12  | 13 de junio de 2025 | Free State Stadium, Bloemfontein, Sudáfrica          | Madagascar |       | 4–1       | Copa COSAFA 2025                        |
| 13  | 13 de junio de 2025 | Free State Stadium, Bloemfontein, Sudáfrica          | Madagascar |       | 4–1       | Copa COSAFA 2025                        |